# Lobolibethra mutica
Lobolibethra mutica är en insektsart som beskrevs av Frank H.Hennemann och Oskar V.Conle 2007. Lobolibethra mutica ingår i släktet Lobolibethra och familjen Diapheromeridae. Inga underarter finns listade i Catalogue of Life.